# 兵庫方式
兵庫方式（ひょうごほうしき）とは、日本の兵庫県の公立高等学校の入学者選抜における一種の無試験制度のことである。学力試験を重視する従来の方式が1968年度公立高等学校の入学者選抜で廃止され、平常点や内申書を重視する方式に改められたことに端を発する。アファーマティブ・アクションを目的として部落解放同盟により推進されたが、裏口入学との批判もある。また、結果的に同和地区出身生徒の進学率を下げる結果になったとも指摘されている。

## 兵庫方式の具体例
1975年2月13日、兵庫県尼崎市立塚口中学校の校長から兵庫県立尼崎北高等学校の校長に対し、部落解放同盟の指定する生徒3名を優先入学させるよう口頭で申し入れがあり、さらに3月14日には補足説明が行われた。3月15日と3月16日には尼崎北高等学校で学区内の中学校長や教師が座り込みを行い、「当該生徒3名全員を入学させることを確約せよ」と要求したが、この座り込みに必要な毛布等は部落解放同盟が準備している。
1975年3月20日、尼崎北高等学校の合格発表が行われたが、当該生徒が不合格だったことから、部落解放同盟や塚口中学校校長らが塚口地区総合センターに校長を呼び出した。このとき、呼び出した側は
- 部落解放同盟兵庫県連合会塚口支部員
- 部落解放同盟兵庫県連合会東今北支部員
- 兵庫県教育委員会の学校教育課長
- 尼崎市教育委員会の学校指導課長や教育課長

などであり、呼び出された側は尼崎北高等学校校長のほか、
- 兵庫県立尼崎西高等学校
- 兵庫県立尼崎高等学校
- 尼崎市立尼崎高等学校
- 尼崎市立尼崎東高等学校
- 兵庫県立尼崎小田高等学校

の入試合否判定委員会委員などであった。
部落解放同盟や教育委員会は3月20日から3月21日にかけて徹夜で当該生徒の優先入学を強要し、3月24日にも塚口地区総合センターで要求を続行した。この問題について加茂県会議員たちが3月24日朝に市教委へ抗議したほか、3月26日、衆院議員の山原健二郎が衆議院文教委員会でこの問題を取り上げた。文部大臣永井道雄は、部落解放同盟や教育委員会の要求について「適切でない」と批判した。